# Erislandy Lara
Erislandy Lara est un boxeur cubain né le 11 avril 1983 à Guantanamo.

## Carrière
Sa carrière amateur est principalement marquée par un titre de champion du monde à Mianyang en 2005 dans la catégorie des poids welters. Il passe professionnel en 2008 après avoir fui Cuba pour les États-Unis et s'empare du titre vacant de champion du monde des poids super-welters WBA le 21 mai 2016 après sa victoire aux points contre Vanes Martirosyan. Lara conserve son titre le 13 janvier 2017 en battant par KO au 4e round Yuri Foreman et le 14 octobre 2017 en dominant aux points Terrell Gausha. Il est en revanche battu aux points le 7 avril 2018 par Jarrett Hurd, champion IBF de la catégorie.
Le 30 mars 2024, Erislandy Lara bat par KO au 2e round Michael Zerafa lors d'un championnat du monde WBA des poids moyens.